# Meromacrus scitus
Meromacrus scitus är en tvåvingeart som först beskrevs av Walker 1857.  Meromacrus scitus ingår i släktet Meromacrus och familjen blomflugor. Inga underarter finns listade i Catalogue of Life.